# Comtat de Laax
La senyoria o comtat de Laax fou una jurisdicció feudal del Sacre Imperi Romanogermànic al modern territoris dels Grisons a Suïssa. Abraçava tota l'àrea del Rin sense les àrees de la senyoria de Maienfeld i el Prättigaus i corresponia així a la zona del comtat antic de Chur o Alta Rètia (alemany Churrätien).

## Història
El comtat de «Lags» és mencionat per primer cop a l'Habsburgischen Urbar el 1309. Era un feu d'imperi dels comtes d'Habsburg, adquirit per compra el 1299 format pel conjunt dels homes lliures de la vall del Rin (al sud del Landquart) i de la vall del Rin Anterior (territori corresponent gairebé a l'antic comtat d'Alta Rètia), concentrat principalment a la Surselva, a Laax i Sevgein. El comtat provenia segurament de la reorganització del protectorat imperial del Bisbat de Chur i el van tenir fins al 1474 els barons de Vaz. El comte-governador (batlle) tenia el tribunal a Chur, i pel conjunt d'homes lliures i havia un altre tribunal al bosc de Flims, a Sessafret (moderna Saissafragta o Sassfau), al pas del Rin de Castrisch. El batlle residia al castell de Lagenberg i tenia l'encàrrec de fer justícia i protegir la fira anual que tenia lloc entorn de Saint-Gall al part de Marcau, al sud de Langenberg, pel camí del Lukmanier, en la que participaven mercaders vinguts de Lugano 
El comtat de Laax va passar per empenyorament en la primera meitat del segle XIV a l'entorn de 1342, als comtes de Werdenberg-Sargans. Les terres de Flims, al Heinzenberg, i Domleschg al Schams foren perdudes al mateix segle XIV de manera que només quedava l'àrea de la Surselva. El tribunal a Chur és mencionat per darrera vegada el 1379. La major part dels súbdits lliures que depenien a la jurisdicció del comte governador de Laax vivien a Laax, Valendas i Versam, grups més petits també a Ilanz, Brigels, Obersaxen, Vals i altres llocs de la Surselva.
Quan els Werdenberger van adquirir vers 1367 la senyoria de Löwenberg i Schluein, intentaren constituir aquesta àrea essencial a la Surselva en una dominació territorial tancada. Després de llargs conflictes Laax va ingressar a la Lliga Gris el 1395; es va disputar la seva autonomia que va quedar assegurada amb relació a tots els drets de dominació dels Werdenberger per la venda que aquestos van fer dels seus drets el 1428; el 1434 els lliures s'adscrivien a la protecció del bisbat de Chur.
El tribunal de conflictes de Laax va continuar funcionar; el 1511 va excloure als lliures que vivien fora de les terres de Flims, i el 1518 Laax i Seewis (o Sevgein) formaren un tribunal propi el primer reglament del qual és de 1548 i que va existir fins a 1799.